# Thích Thiện Ân
Sư Thiện Ân (?-1941), hay Đại đức Thích Thiện Ân, là một tu sĩ Phật giáo Việt Nam. Sư cũng là một người tham cách mạng Việt Nam, đảng viên Đảng Cộng sản Đông Dương, được Nhà nước Việt Nam truy nhận liệt sĩ năm 1996.

## Thân thế và hoạt động
Sư thế danh là Trần Văn Thâu, hiện chưa rõ năm sinh và xuất thân, chỉ biết đầu năm 1941, Sư là đảng viên Đảng Cộng sản Đông Dương, được Liên Tỉnh ủy Hậu Giang cử cùng một số người đến chùa Tam Bảo ở Rạch Giá, do Hòa thượng Thích Trí Thiền trụ trì, để bí mật hoạt động.
Bấy giờ, chùa Tam Bảo là trụ sở của Hội Phật học kiêm tế, do sư Trí Thiện và sư Thiện Chiếu đồng sáng lập, hoạt động chấn hưng Phật giáo và tuyên truyền chống thực dân Pháp. Chùa cũng là cơ quan liên lạc cho Liên tỉnh ủy Hậu Giang và tàng trữ vũ khí sản xuất tại U Minh chuyển ra, để phân phối đi các nơi. Trên cơ sở hợp pháp của báo Tiến hóa, Sư cùng các đồng chí mình đã cho in ấn nhiều truyền đơn và tài liệu cho Tỉnh ủy Rạch Giá, góp phần gầy dựng lại cơ sở lại sau thất bại của Khởi nghĩa Nam Kỳ.
Tuy nhiên, giữa năm 1941, do có nội gián, mật thám Pháp vây bắt chùa Tam Bảo, Hòa thượng Trí Thiền, Sư và một số người khác liên quan bị bắt, trừ Sư Thiện Chiếu trốn thoát được.
Tại chùa, mật thám Pháp thu được một số tài liệu in ấn và bom tự tạo. Trong quá trình thẩm vấn tại chỗ thì một quả bom phát nổ làm bị thương nhiều người. Báo cáo chính trị của Mật thám Nam Kỳ có ghi lại sự việc này như sau: 
| “ | "Trong khi tra khảo nơi cất giấu bom và truyền đơn, y (Trần Văn Thâu tức Thiện Ân) đã giả vờ ngất và trong khi mọi người săn sóc y, y đã nhảy về phía chiếc bàn trên có xếp những trái bom và không thể dùng các cánh tai bị trói, y đã tìm cách dùng người hất đổ chiếc bàn. Bị lúng túng trong cử chỉ của mình, đương sự chỉ đạt được việc làm rơi một trái bom, trái bom nổ và các mảnh của nó đã làm bị thương nặng một viên cảnh sát thị xã Sa Đéc, làm bị thương nhẹ viên cò cảnh sát đặc biệt tỉnh Sa Đéc, cùng với các tên phiến loạn Phan Văn Bảy và Lưu Nhơn Sâm cũng có mặt trong cuộc phỏng vấn. Trong khi định hất đổ chiếc bàn, y ngoảnh về phía những người đang có mặt tại đó và kêu to: "Hãy làm như tôi, hãy làm như tôi!". Xét nghiệm mấy trái bom, chúng tôi thấy nó làm bằng lon sữa bò, có quấn dây sắt hoặc chì, ngoài phết dầu hắc. Các lon này chứa đầy chất nổ gồm diêm tiêu và miểng chai cà nhỏ. Loại vũ khí này chạm nhẹ vào bất kỳ đâu là nổ tung thật mạnh, tạo tiếng nổ long trời và bùng lên một cụm khói dày đặc. Miểng bom mà tên Trần Văn Thâu hất nổ đã bay xa hai chục mét và một miếng cắm sâu khoảng 3 xăng-ti-mét vào một tấm tranh bằng gỗ hồng sắc. Theo điều tra của cảnh sát đặc biệt tại Phước Long thì những trái bom đó có thể được sản xuất tại Phước Long (Rạch Giá) với những nguyên liệu mà ta đã bắt được trong cuộc khám xét tại cơ quan Liên tỉnh ủy Rạch Giá ngày 7 tháng 5 vừa qua, và nó được chuyển tới đây". | ” |
| — Trích Báo cáo chính trị tháng 6 năm 1941 của Mật thám Nam Kỳ, Hồ sơ B42-v/1443, do lưu trữ Ban Nghiên cứu Lịch sử Đảng Thành phố Hồ Chí Minh lưu trữ | |   |

Sư cùng với Hòa thượng Trí Thiền và những người liên quan bị giải lên Sài Gòn xét xử. Sư nhận hết tội danh về mình, cùng Phan Văn Bảy và Lưu Nhơn Sâm bị kết án tử hình. Sư Trí Thiện bị án 5 năm biệt xứ lưu đày Côn Đảo và mất tại đây năm 1943.

## Vinh danh
Sau khi Sư và Hòa thượng Trí Thiền bị bắt, chùa Tam Bảo bị đóng cửa, không ai được lui tới. Sau Cách mạng tháng Tám, chùa mới được mở cửa lại. Tăng tín đồ Phật tử và nhân dân tổ chức một lễ cầu siêu lớn tại chùa để cầu nguyện cho Hòa thượng Trí Thiền, Sư và nhiều người khác đã chết.
Sư được Nhà nước Việt Nam truy nhận liệt sĩ năm 1996. Tên Sư được đặt cho con đường trước ngôi chùa Tam Bảo mà Sư từng tu hành (đường Sư Thiện Ân) và một cây cầu tại Rạch Giá.